# Szőkéd
Szőkéd is een plaats (község) en gemeente in het Hongaarse comitaat Baranya. Szőkéd telt 401 inwoners (2001).